# Goeppert-Mayer (cratère)
Goeppert-Mayer est un cratère d'impact situé dans le quadrangle de Fortuna Tessera, sur Vénus. Son diamètre est de 33,50 km.
Le cratère a ainsi été nommé par l'Union astronomique internationale en 1991 en hommage à la physicienne Maria Goeppert-Mayer.